# Josh Mance
Ronell Joshua « Josh » Mance  (né le 21 mars 1992 à Pomona) est un athlète américain, spécialiste du 400 mètres.

## Biographie
En 2012, lors des sélections olympiques américaines de Eugene, Josh Mance termine au pied du podium du 400 m en 44 s 88, derrière LaShawn Merritt, Tony McQuay et Bryshon Nellum. Aux Jeux olympiques de 2012, à Londres, il remporte la médaille d'argent du relais 4 × 400 m en compagnie de Bryshon Nellum, Tony McQuay et Angelo Taylor. L'équipe des États-Unis, qui établit son meilleur temps de la saison en 2 min 57 s 05, est devancée par les Bahamas.

### Palmarès
| Date | Compétition                        | Lieu       | Résultat | Performance |
| ---- | ---------------------------------- | ---------- | -------- | ----------- |
| 2009 | Championnats du monde cadets       | Bressanone | 2e       | 400 m       |
| 2009 | Championnats du monde cadets       | Bressanone | 1er      | 4 × 400 m   |
| 2010 | Championnats du monde juniors      | Moncton    | 1er      | 4 × 400 m   |
| 2011 | Championnats panaméricains juniors | Miramar    | 1er      | 400 m       |
| 2011 | Championnats panaméricains juniors | Miramar    | 1er      | 4 × 400 m   |
| 2012 | Jeux olympiques                    | Londres    | 2e       | 4 × 400 m   |
| 2013 | DécaNation                         | Valence    | 1re      | 400 m       |

### Records
| Épreuve | Performance | Lieu       | Date        |
| ------- | ----------- | ---------- | ----------- |
| 400 m   | 44 s 83     | Des Moines | 6 juin 2012 |